# Scottish Challenge Cup 2019-2020
La Scottish Challenge Cup 2019-2020 (denominata Tunnock's Caramel Wafer Cup per motivi di sponsorizzazione) è stata la 29ª stagione della competizione. A causa della pandemia di COVID-19, la finale è stata cancellata ed entrambe le squadre partecipanti sono state dichiarate vincitrici del torneo.

## Calendario
| Turno            | Sorteggio         | Date                | Partite | Eliminazioni | Squadre che entrano in questo turno |
| ---------------- | ----------------- | ------------------- | ------- | ------------ | --- |
| Primo turno      | 26 giugno 2019    | 6-7 agosto 2019     | 12      | 58 → 46      | 12 club Under-20 della Scottish Premiership 2018-2019 4 club della Scottish League Two 2018-2019 (dal 7º al 10º posto) 4 club della Highland Football League 2018-2019 (dal 1º al 4º posto) 4 club della Lowland Football League 2018-2019 (dal 1º al 4º posto) |
| Secondo turno    | 26 giugno 2019    | 13-14 agosto 2019   | 14      | 46 → 32      | 12 club della Scottish League One 2018-2019 6 club della Scottish League Two 2018-2019 (dal 1º-6º posto) |
| Terzo turno      | 14 agosto 2019    | 6-18 settembre 2019 | 16      | 32 → 16      | 12 club della Scottish Championship 2018-2019 2 club della NIFL Premiership 2018-2019 2 club della Welsh Premier League 2018-2019 2 club della League of Ireland 2018 2 club della National League 2018-2019                                                    |
| Quarto turno     | 10 settembre 2019 | 12-13 ottobre 2019  | 8       | 16 → 8       | |
| Quarti di finale | 16 ottobre 2019   | 16-17 novembre 2019 | 4       | 8 → 4        | |
| Semifinali       | 20 novembre 2019  | 15-16 febbraio 2020 | 2       | 4 → 2        | |
| Finale           | 20 novembre 2019  | 25 marzo 2020       | 1       | 2 → 1        | |

## Risultati
Le squadre Under-20 sono segnate in corsivo

### Primo turno
Nord
| Squadra 1     | Risultato | Squadra 2      |
| ------------- | --------- | -------------- |
| 6 agosto 2019 |           |                |
| Fraserburgh   | 2 - 3     | Ross County    |
| Hibernian     | 3 - 4     | Elgin City     |
| Brora Rangers | 6 - 0     | Aberdeen       |
| Livingston    | 1 - 3     | Formartine Utd |
| Albion Rovers | 1 - 4     | Hearts         |
| St. Johnstone | 1 - 4     | Cove Rangers   |

Sud
| Squadra 1           | Risultato          | Squadra 2     |
| ------------------- | ------------------ | ------------- |
| 6 agosto 2019       |                    |               |
| Kelty Hearts        | 4 - 0              | Kilmarnock    |
| Berwick Rangers     | 1 - 2              | Rangers       |
| St. Mirren          | 1 - 0              | East Kilbride |
| Queen's Park        | 2 - 2 (3-4 d.c.r.) | Celtic        |
| 7 agosto 2019       |                    |               |
| Hamilton Academical | 4 - 0              | BSC Glasgow   |
| Motherwell          | 1 - 0              | Spartans      |

### Secondo turno
Nord
| Squadra 1      | Risultato          | Squadra 2       |
| -------------- | ------------------ | --------------- |
| 13 agosto 2019 |                    |                 |
| Hearts         | 3 - 1              | Cowdenbeath     |
| Ross County    | 2 - 3              | Raith Rovers    |
| Brora Rangers  | 1 - 2              | Cove Rangers    |
| Peterhead      | 0 - 0 (6-7 d.c.r.) | Formartine Utd  |
| East Fife      | 0 - 2              | Stirling Albion |
| Brechin City   | 4 - 5              | Elgin City      |
| Montrose       | 2 - 1              | Forfar Athletic |

Sud
| Squadra 1           | Risultato          | Squadra 2     |
| ------------------- | ------------------ | ------------- |
| 13 agosto 2019      |                    |               |
| Clyde               | 4 - 0              | Motherwell    |
| Annan Athletic      | 1 - 1 (5-6 d.c.r.) | Kelty Hearts  |
| Hamilton Academical | 0 - 1              | Airdrieonians |
| Dumbarton           | 0 - 1              | St. Mirren    |
| Stenhousemuir       | 2 - 1              | Edinburgh     |
| Falkirk             | 1 - 1 (6-5 d.c.r.) | Celtic        |
| Stranraer           | 0 - 2              | Rangers       |

### Terzo turno
| Squadra 1        | Risultato          | Squadra 2          |
| ---------------- | ------------------ | ------------------ |
| 6 settembre 2019 |                    |                    |
| Waterford        | 3 - 1              | Hearts             |
| 7 settembre 2019 |                    |                    |
| Airdrieonians    | 3 - 2              | Bohemians          |
| Stenhousemuir    | 1 - 1 (3-1 d.c.r.) | The New Saints     |
| Wrexham          | 1 - 1 (6-5 d.c.r.) | Ayr Utd            |
| Kelty Hearts     | 1 - 1 (2-4 d.c.r.) | Solihull Moors     |
| Formartine Utd   | 0 - 3              | Glenavon           |
| Inverness        | 3 - 1              | Greenock Morton    |
| Montrose         | 0 - 2              | Partick Thistle    |
| St. Mirren       | 1 - 0              | Stirling Albion    |
| Dundee Utd       | 0 - 0 (3-4 d.c.r.) | Arbroath           |
| Clyde            | 3 - 2              | Queen of the South |
| Raith Rovers     | 2 - 0              | Falkirk            |
| Dunfermline      | 1 - 2              | Alloa Athletic     |
| Connah's Q.N.    | 1 - 0              | Cove Rangers       |
| 8 settembre 2019 |                    |                    |
| Dundee           | 1 - 2              | Elgin City         |
| Ballymena Utd    | 0 - 1              | Rangers            |

### Quarto turno
| Squadra 1       | Risultato          | Squadra 2      |
| --------------- | ------------------ | -------------- |
| 11 ottobre 2019 |                    |                |
| Stenhousemuir   | 3 - 2              | Waterford      |
| 12 ottobre 2019 |                    |                |
| Arbroath        | 0 - 2              | Clyde          |
| Airdrieonians   | 0 - 2              | Elgin City     |
| Raith Rovers    | 3 - 1              | Glenavon       |
| Wrexham         | 4 - 1              | St. Mirren     |
| Inverness       | 3 - 0              | Alloa Athletic |
| Partick Thistle | 2 - 0              | Connah's Q.N.  |
| 29 ottobre 2019 |                    |                |
| Solihull Moors  | 3 - 3 (3-4 d.c.r.) | Rangers        |

### Quarti di finale
| Squadra 1        | Risultato          | Squadra 2       |
| ---------------- | ------------------ | --------------- |
| 15 novembre 2019 |                    |                 |
| Raith Rovers     | 3 - 2              | Elgin City      |
| 16 novembre 2019 |                    |                 |
| Inverness        | 0 - 0 (4-2 d.c.r.) | Clyde           |
| Stenhousemuir    | 1 - 4              | Partick Thistle |
| Rangers          | 2 - 0              | Wrexham         |

### Semifinali
| Squadra 1        | Risultato | Squadra 2    |
| ---------------- | --------- | ------------ |
| 15 novembre 2019 |           |              |
| Partick Thistle  | 1 - 2     | Raith Rovers |
| Inverness        | 2 - 1     | Rangers      |